# DVD+RW
DVD+RW е физически формат за презаписваеми DVD-та и може да побере до 4,7 GB. DVD+RW е създаден от DVD+RW Alliance (консорциум от производители на дискове). Освен това, DVD+RW добавя нов метод на писане, наречен „lossless linking“ („без загуба на свързване“), което го прави подходящ за произволен достъп (random access) при търсене на данни. Тази функция дава възможност формат на данните върху диска по подобие на DirectCD Format при CD-RW дисковете (възможност за изтриване на конкретен файл или файлове без изтриване на целия диск) и не е възможна при DVD-RW дисковете. DVD+RW трябва да бъде форматиран преди запис от DVD рекордер.
Презаписваемият DVD+RW стандарт официално е създаден по-рано, поради липсата на презаписваеми дискове при DVD+R формата (същевременно DVD-R(W) форматът хронологически го изпреварва). Въпреки че често се афишира стандарта да е едностранно да създаден от Philips, той е „финализиран“ през 1997 г. от DVD+RW Alliance. След това е изоставен до 2001 г., заради бързото разпространение на DVD-RW стандарта, но когато е доразвит – по-специално капацитет се е увеличил от 2,8 GB до 4,7 GB) бързо заема мястото си на пазара като по-съвременен и по-качествен диск.
DVD+RW (презаписваем DVD) може да бъде презаписван многократно (1000+). DVD+R(W) е един от трите стандартизирани индустриални стандарти (DVD recordable); другите са: DVD-R(W) и DVD-RAM.